# Jul Maroh
Jul Maroh é escritor de romance gráfico que nasceu no norte da França. Escreveu o livro Azul é a cor mais quente (Le bleu est une couleur chaude), sobre a vida e o amor de duas jovens lésbicas, que foi adaptado para um filme ganhador de diversos prêmios: La vie d'Adèle, dirigido por Abdellatif Kechiche.

## Biografia
Depois de conseguir um diploma de bacharel em artes aplicadas na E.S.A.A.T em Roubaix, Jul Maroh continuou seus estudos em Bruxelas, onde viveu por 8 anos. Conseguiu dois diplomas lá, em Artes Visuais na Escola Superior de Artes de Saint-Luc e em Litografia/Gravura na "Académie Royale des Beaux-Arts" de Bruxelas. Hoje em dia, vive em Angoulême.
Maroh é transgénero e não binário. Começou a escrever Le bleu est une couleur chaude quando tinha 19 anos, e levou 5 anos para concluir o livro.

## Trabalhos
- Azul é a cor mais quente[5] (Le bleu est une couleur chaude), 2013 - ISBN 978-1551525143. A obra foi originalmente publicada pela editora "Glénat" em 2010, e recebeu um prêmio em 2011 no "Festival Internacional de Quadrinhos de Angoulême".[6] Foi adaptado para os cinemas pelo diretor "Abdelatif Kechiche" com o título La vie d'Adèle, ganhando uma Palma de Ouro no Festival de Cannes em 2013.[1]
- Skandalon (2013)
- Brahms (2015)
- Body Music (2017)